# Colposcenia
Colposcenia é um gênero de cigarras classificado por diferentes biólogos nas famílias Aphalaridae, e Psyllidae, registrado a partir do Eoceno.